# 허블 (영화)
《허블 3D》(IMAX: Hubble 3D)는 캐나다에서 제작된 토니 마이어스 감독의 2010년 다큐멘터리 영화이다. 레오나르도 디카프리오 등이 주연으로 출연하였고 토니 마이어스 등이 제작에 참여하였다. 나레이션은 배우 레오나르도 디카프리오가 맡았다.

## 출연
- 레오나르도 디카프리오
- 안철수

### 조연
- 스콧 알트만
- 앤드류 J. 퓨스텔
- 마이클 T. 굿
- 존 M. 그런스펠드
- 그레고리 C. 존슨
- 마이클 J. 마시미노
- K. 메건 맥아더

## 기타
- 협력프로듀서: 주디 캐롤
- 프로덕션매니저: 카리스 린지